# EuroEyes Cyclassics 2016
EuroEyes Cyclassics 2016 var den 21. udgave af cykelløbet EuroEyes Cyclassics. Nacer Bouhanni var først i mål, men blev senere diskvalificeret.

## Hold og ryttere
Udover de 18 World Tour-hold fik fire professionelle kontinentalhold deltagelse:
| | 18 UCI World Tour-hold                                                                       |                                                                                           | 4 Wildcard                                                           |
| --- | -------------------------------------------------------------------------------------------- | ----------------------------------------------------------------------------------------- | -------------------------------------------------------------------- |
| - Ag2r-La Mondiale - Astana Pro Team - BMC Racing Team - Cannondale-Drapac - Dimension Data - Etixx-Quick Step | - FDJ - Team Giant-Alpecin - IAM Cycling - Team Katusha - Lampre-Merida - Team LottoNL-Jumbo | - Lotto-Soudal - Movistar Team - Orica-BikeExchange - Team Sky - Tinkoff - Trek-Segafredo | - Bora-Argon 18 - Stölting Service Group - Cofidis - Verva ActiveJet |

### Danske ryttere
- Lars Bak kørte for Lotto-Soudal
- Michael Valgren kørte for Tinkoff
- Michael Mørkøv kørte for Tinkoff
- Søren Kragh Andersen kørte for Team Giant-Alpecin
- Rasmus Guldhammer kørte for Stölting Service Group
- Alexander Kamp kørte for Stölting Service Group
- Mads Pedersen kørte for Stölting Service Group
- Michael Reihs kørte for Stölting Service Group

## Resultater
| \| Samlede stilling \| Samlede stilling \| Samlede stilling \| Samlede stilling \| Samlede stilling \| \| Rytter \| Rytter \| Hold \| Tid \| \| \| ---------------- \| ------------------ \| ------------------ \| ---------------- \| ---------------- \| \| 1. \| Caleb Ewan \| Orica-BikeExchange \| 4t 54' 26" \| \| \| 2. \| John Degenkolb \| Giant-Alpecin \| + 0" \| \| \| 3. \| Giacomo Nizzolo \| Trek-Segafredo \| + 0" \| \| \| 4. \| Danny van Poppel \| Team Sky \| + 0" \| \| \| 5. \| Alexander Kristoff \| Katusha \| + 0" \| \| \| 6. \| Dylan Groenewegen \| LottoNL-Jumbo \| + 0" \| \| \| 7. \| Mark Renshaw \| Dimension Data \| + 0" \| \| \| 8. \| Sondre Holst Enger \| IAM Cycling \| + 0" \| \| \| 9. \| Matteo Trentin \| Etixx-Quick Step \| + 0" \| \| \| 10. \| André Greipel \| Lotto-Soudal \| + 0" \| \| \| 11. \| Jürgen Roelandts \| Lotto-Soudal \| + 0" \| \| \| 12. \| Daniel Oss \| BMC Racing Team \| + 0" \| \| \| 13. \| Ruslan Tleubajev \| Astana \| + 0" \| \| \| 14. \| Nikolaj Trusov \| Tinkoff \| + 0" \| \| \| 15. \| Michael Valgren \| Tinkoff \| + 0" \| \| \| 16. \| Roy Curvers \| Giant-Alpecin \| + 0" \| \| \| 17. \| Hugo Houle \| AG2R La Mondiale \| + 0" \| \| \| 18. \| Heinrich Haussler \| IAM Cycling \| + 0" \| \| \| 19. \| Jordi Simón \| Verva ActiveJet \| + 0" \| \| \| 20. \| Sacha Modolo \| Lampre-Merida \| + 0" \| \| |                    |                    |            |
| |                    |                    |            |
| Kilder: ProCyclingStats Cycling Quotient |                    |                    |            |
| Samlede stilling |                    |                    |            |
| Rytter | Rytter             | Hold               | Tid        |
| 1. | Caleb Ewan         | Orica-BikeExchange | 4t 54' 26" |
| 2. | John Degenkolb     | Giant-Alpecin      | + 0"       |
| 3. | Giacomo Nizzolo    | Trek-Segafredo     | + 0"       |
| 4. | Danny van Poppel   | Team Sky           | + 0"       |
| 5. | Alexander Kristoff | Katusha            | + 0"       |
| 6. | Dylan Groenewegen  | LottoNL-Jumbo      | + 0"       |
| 7. | Mark Renshaw       | Dimension Data     | + 0"       |
| 8. | Sondre Holst Enger | IAM Cycling        | + 0"       |
| 9. | Matteo Trentin     | Etixx-Quick Step   | + 0"       |
| 10. | André Greipel      | Lotto-Soudal       | + 0"       |
| 11. | Jürgen Roelandts   | Lotto-Soudal       | + 0"       |
| 12. | Daniel Oss         | BMC Racing Team    | + 0"       |
| 13. | Ruslan Tleubajev   | Astana             | + 0"       |
| 14. | Nikolaj Trusov     | Tinkoff            | + 0"       |
| 15. | Michael Valgren    | Tinkoff            | + 0"       |
| 16. | Roy Curvers        | Giant-Alpecin      | + 0"       |
| 17. | Hugo Houle         | AG2R La Mondiale   | + 0"       |
| 18. | Heinrich Haussler  | IAM Cycling        | + 0"       |
| 19. | Jordi Simón        | Verva ActiveJet    | + 0"       |
| 20. | Sacha Modolo       | Lampre-Merida      | + 0"       |